# Çırağanpalatset

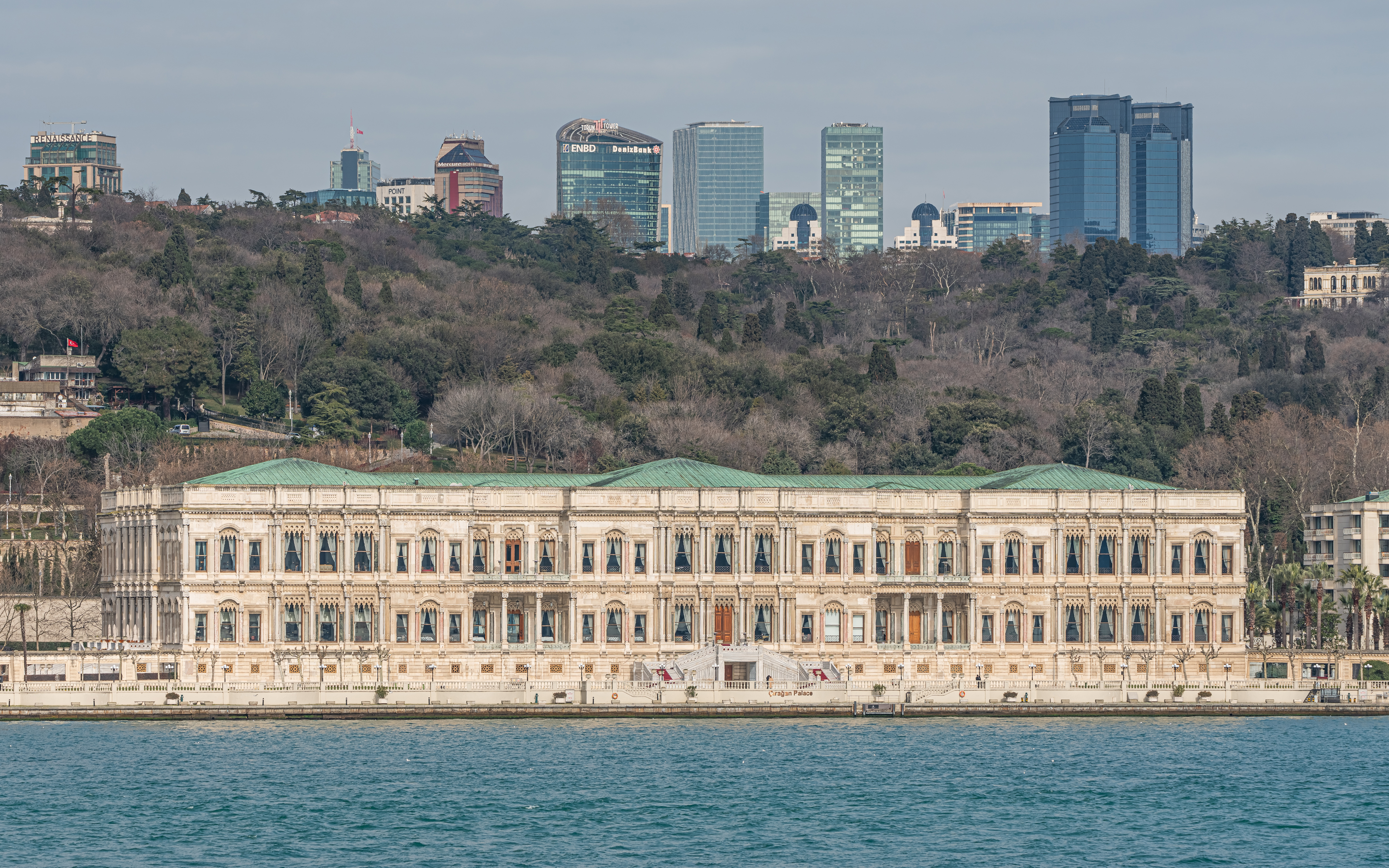
Çırağanpalatset sett från Bosporen

Çırağanpalatset är ett osmanskt palats i Istanbul i Turkiet. 
Palatset ritades av en medlem i den armeniska Balyanfamiljen och byggdes mellan 1863 och 1867. Det var tidigare förbundet med Yildizpalatset med en marmorbro. 
Palatset uppfördes för sultan Abdulaziz, som bodde där till sin död 1876. Det var sedan bostad åt sultan Murad V, som blev sultan 1876, avsattes samma år och sedan bodde i palatset under husarrest till sin död 1904. 
Byggnaden blev lokal för det osmanska parlamentet 14 november 1909. Det brann ned 19 januari 1910 och stod i ruiner till 1987, då det restaurerades och 1990 invigdes till hotell. 
Palatset är numera lyxhotell i Kempinski-kedjan.